# Дамир Шкаро
Дамир Шкаро (Загреб, 2. новембар 1959) бивши је југословенски и хрватски боксер, политичар и предузетник.
Представљао је Југославију на неколико Олимпијских игара. Највећи успех у каријери било је освајање бронзане медаље на Летњим олимпијским играма 1988. у Сеулу, у полутешкој категорији. Такмичио се на Олимпијским играма 1980. и Олимпијским играма 1984.
Шкаро је био изабран у Хрватски сабор 1995. године као члан политичке партије ХДЗ.
Власти у Хрватској су га 4. септембра 2019. године ухапсиле због сумње да је починио силовање секретарице у Аутоклубу Сигет где је био председник од 2004. године.